# دانيال جونسون (سياسي بريطاني)
دانيال جونسون هو سياسي بريطاني، ولد في 3 سبتمبر 1977. نشط حزبياً في حزب العمال الاسكوتلندي ‏. في 2016 Scottish Parliament election ‏، انتخب Member of the 5th Scottish Parliament ‏ عن دائرة Edinburgh Southern (Scottish Parliament constituency) ‏ وقد انضم خلال فترته النيابية ‏ (5 مايو 2016 – ) للكتلة البرلمانية حزب العمال الاسكوتلندي ‏.